# Commissie voor het Bank-, Financie- en Assurantiewezen
De Commissie voor het Bank-, Financie- en Assurantiewezen (CBFA) was tot 31 maart 2011 verantwoordelijk voor het toezicht op de Belgische financiële sector. Ze ontstond uit de integratie van de Controledienst voor de Verzekeringen (CDV) in de Commissie voor het Bank- en Financiewezen (CBF). Een veelgebruikt synoniem voor de commissie was de Beurswaakhond.

## Geschiedenis
De Bankcommissie werd in 1935 opgericht. In 1990 werd de instelling tot de Commissie voor het Bank- en Financiewezen (CBF) omgedoopt. In 2004 werd de Controledienst voor de Verzekeringen in de CBF geïntegreerd. De instelling kreeg de naam Commissie voor het Bank-, Financie- en Assurantiewezen (CBFA).

## Opdracht
De CBFA was verantwoordelijk voor:
- Het prudentieel toezicht op de financiële instellingen (kredietinstellingen, verzekeringsondernemingen, beleggingsondernemingen, instellingen voor collectieve belegging, ...)
- Het toezicht op de financiële markten en de financiële verrichtingen
- Het toezicht op het statuut van de makelaars, de agenten en de subagenten die optreden voor financiële instellingen
- Tot op zekere hoogte de bescherming van de consumenten van financiële diensten
- De bestrijding van witwaspraktijken en terrorismefinanciering

De wet van 2 juli 2010 heeft de architectuur van het toezicht op de financiële sector in België gewijzigd. De wetgever heeft ervoor geopteerd om te evolueren van een geïntegreerd toezichtmodel, waar één enkele autoriteit verantwoordelijk was voor zowel het prudentieel toezicht als het gedragstoezicht, naar een bipolair toezichtmodel, het zogenaamde "Twin Peaks"-model.
Binnen dit model wordt de microprudentiële en systemische controle, evenals de macroprudentiële controle toevertrouwd aan de Nationale Bank van België, terwijl het toezicht op de naleving van de gedragsregels waaraan de financiële tussenpersonen onderworpen zijn teneinde een loyale, billijke en professionele behandeling van hun cliënten te waarborgen, wordt toevertrouwd aan de Autoriteit voor Financiële Diensten en Markten (FSMA), de opvolger van de CBFA.

## Voorzitters
| Periode     | Voorzitter        |
| ----------- | ----------------- |
| 1935 - 1938 | Georges Janssen   |
| 1938 - 1942 | Maurice Frère     |
| 1944 - 1973 | Eugène de Barsy   |
| 1973 - 1974 | André Oleffe      |
| 1974 - 1982 | Jean Godeaux      |
| 1982 - 1988 | Walter Van Gerven |
| 1989 - 2001 | Jean-Louis Duplat |
| 2001 - 2007 | Eddy Wymeersch    |
| 2007 - 2011 | Jean-Paul Servais |